# Matthaeus Pipelare
Matthaeus Pipelare, (Lovaina, ca. 1450 - ca. 1515) fue un compositor y maestro de capilla neerlandés. Según ciertos investigadores, su nombre indica que su oficio, o el de su padre, era el de músico al servicio de la ciudad.

## Biografía
Se puede decir poco sobre la vida de Pipelare. Puede que fuera nativo de la ciudad de Lovaina. A diferencia de muchos otros polifonistas de la escuela franco-flamenca, quienes encontraban un trabajo en Italia, en España o en otros lugares, Pipelare no parece haber abandonado los Países Bajos. Tal vez ocupó una plaza en Gante en los años 1460 o 1470. Su misa Sancto Livinus lo indica, porque san Liévin es uno de los santos patrones de esta ciudad. Se observa que Pipelare y el compositor Jacob Obrecht, originario de Gante, escribieron algunas misas utilizando diferentes canti firmi Se sabe que vivió en Amberes antes de aceptar una plaza en Bébelo-Duque. En las cuentas de la Ilustre Cofradía de Notre-Dame de Bébelo-Duque, está registrado como Matthaeus y Mattheussen (es decir « hijo de Matthieu ») el 14 de marzo de 1498, desde el 1 de mayo de 1500 ocupando el puesto de Maestro de capilla. Sin duda, le fue concedida una excedencia para irse desde finales de noviembre de  hasta la mitad de enero de .

## Obra
A Pipelare se le considera como un compositor extremadamente dotado y polifacético. Según Ornithoparchus, su obra brotaba de la fuente misma del arte. Dominaba todos los géneros con gran entusiasmo. Escribió en casi todas las formas vocales de su época : misas, motetes y canciones profanas en las lenguas de Países Bajos. No se le conoce ninguna pieza puramente instrumental. La atmósfera de su música varía según el género: compone canciones profanas y ligeras, pero también motetes teñidos de melancolía, muy cercanos de a los de su contemporáneo Pierre de Rue, que acreditan  una profunda melancolía.
Son numerosos los manuscritos desaparecidos durante la Segunda Guerra Mundial. Sin embargo, se han conservado once misas completas hasta nuestros días,  así como diez motetes y ocho canciones, tanto en neerlandeses como en francés. Una de sus misas a cuatro voces en estilo cantus firmus emplea la canción popular borgoñona L'Homme armé y está compuesta en un estilo ya pasado de moda en ese momento. La melodía se transmite de voz a voz, pero es más frecuente en el tenor. Su Missa Fors solo está basada en una de sus propias canciones, que sirve aquí de cantus firmus Memorare mater Christi es un motete a siete voces sobre los Siete Dolores de la Virgen donde cada una de las siete voces representa un dolor. La tercera de las siete voces cita el villancico español contemporáneo Nunca fue pena mayor  del polifonista neerlandés Juan de Urrede, (Brujas,  –  ?, Madrid). Dos características particulares de sus composiciones son el empleo abundante de ritmos sincopados y de secuencias.

### Misas
- 1. Missa de feria.
- 2. Missa Dicit Dominus : nihil tuleritis in via : nihil tuleritis in vía.
- 3. Missa de Sancto Livino.
- 4. Missa Fors sólo.
- 5. Missa Joannes Christi care / Ecce pier muevo (fragmento)
- 6. Missa El Hombre armado, a cuatro voces y a cinco en el segundo y tercer Agnus Dei.
- 7. Missa Mi-mi.
- 8. Missa Omnium carminum (únicamente altus y bassus).
- 9. Missa sine nomine (I)
- 10. Missa sine nomine (II).
- 11. Missa (a ocho voces, destruida durante la Segunda Guerra Mundial)
- 12. Credo de Sancto Joanne evangelista .

### Motetes
- 13. Ave castissima (únicamente proveído de un incipit).
- 14. Ave Maria virgo serena (el contratenor II, incompleto, fue reconstruido).
- 15. Hic est vere martyr (únicamente conservado en tablatura).
- 16. Magnificat im 3. ton .
- 17. Memorare mater Christi (a siete voces, cantus firmus prestado de la canción Nunca fué pena major del compositor flamenco Juan de Urrede).
- 18. Salve regina.
- 19. Virga et baculus tuus (probablemente un fragmento de una misa perdida).

### Canciones profanas neerlandesas y francesas
- 20. ((en neerlandés)) Een vrolic wesen.
- 21. ((en francés)) Fors seulement (I) . (enlace roto disponible en Internet Archive; véase el historial, la primera versión y la última).
- 22. ((en francés)) Fors seulement (II).
- 23. ((en neerlandés)) Ic weedt een molenarinne.
- 24. ((en neerlandés)) Morkin ic hebbe (solo provisto con un incipit).
- 25. ((en francés)) Vray dios de amores (existe en 2 variantes).

### Discografía
- Missa El hombre armado, canciones, motetes, Huelgas Ensemble, dir. Paul Van Nevel, 1995, Sony SK 68 258.